# Francisco Pablo Vázquez
Francisco Pablo Vázquez y Sánchez Vizcaíno (Atlixco, Puebla, 2 de marzo de 1769 – Cholula, Puebla, 7 de noviembre de 1847), fue el primer diplomático del México independiente que en su carácter de enviado extraordinario y ministro plenipotenciario tuvo la encomienda de solicitar el reconocimiento de la independencia de México por parte de la Santa Sede cuando aún no estaba reconocida por los gobiernos europeos. Fue Obispo de Puebla del 28 de febrero de 1831 al 7 de octubre de 1847.

## Estudios
Fueron sus padres Miguel Vásquez Verea y Rafaela Sánchez Viscaíno de quienes aprendió las primeras letras, en 1778 pasó de interno pensionado  a estudiar en el Seminario Conciliar Palafoxiano de Puebla, luego pasó a la Universidad de México donde recibió la borla de Teología, estudió jurisprudencia, regenteó la cátedra de Filosofía y se ordenó de sacerdote a la edad de 26 años en el año de 1795.

## Oficios eclesiásticos
Después de recibir las órdenes sirvió a los curatos de San Jerónimo Coatepec, San Martín Texmelucan y el Sagrario de Puebla. Fue nombrado Secretario de Cámara y Gobierno del Obispado de Puebla en 1806 y canónigo y maestreescuelas en 1818.

## Enviado plenipotenciario
Años más tarde, atento a su dominio de varios idiomas y su capacidad para tratar asuntos diplomáticos fue nombrado por el Gobierno de la República para negociar en Roma el reconocimiento de la Independencia. Antes en 1822, la Regencia del Imperio de Iturbide había puesto los ojos en Vázquez para mandarlo de enviado Roma, pero la caída de Iturbide dejó sin efecto el nombramiento.
Recibida la credencial, salió Vázquez en mayo del mismo año de 1825 rumbo a Europa en su calidad de enviado extraordinario y ministro plenipotenciario cerca del Papa y acompañado de una comitiva.
La misión era difícil y de importancia para México, pues se trataba de obtener el reconocimiento de la independencia por parte del romano pontífice y la concesión del Patronato con la provisión de Obispados; lo anterior con la oposición firme del Gobierno Español de impedir que la legación cumpliera con su encargo poniendo cuanto obstáculo les dictaba su intención. Vázquez llegó a Londres desde donde pidió al Gobierno de México instrucciones más precisas que las que recibió en 1826. La legación pasó a Bruselas, luego a París y por último a Florencia en donde en 1829 pudo recibir las mencionadas instrucciones que consideró tan descabelladas y absurdas que Vázquez considerándolas contraproducentes, renunció a su cargo para no exponer "el honor de la legación y de su Patria". El nuevo presidente de México Guadalupe Victoria no aceptó su renuncia y, teniendo en cuenta que la misión en Roma presentaba muchos obstáculos, se limitó, por lo pronto, a pedir se cubriesen las sedes vacantes de los Obispados, que era lo que más urgía, y con lo cual indirectamente se reconocería la Independencia nacional. Con estas nuevas instrucciones comenzó sus trabajos el enviado Vázquez el 20 de julio de 1830, que con pericia diplomática fue resolviendo todas las dificultades. 
Después de largas y tenaces negociaciones llevadas a cabo durante los pontificados de Pio VII y Gregorio XVI, logró que fuesen atendidas las peticiones del Gobierno de México y en consecuencia fueron nombrados Obispos de las Diócesis vacantes, -y no meros Vicarios Apostólicos como pretendía al principio la Santa Sede- los señores Gordoa, Portugal, García Guillen, Zubiría, Belaunzarán y el mismo Vázquez. El Consistorio tuvo lugar el 28 de febrero de 1831 y el jefe de la Legación Mexicana fue consagrado el 6 de abril del mismo año por el Cardenal Carlo Odescalchi. 
Cumplida su misión regresó a México con su comitiva y acompañado del artista poblano José Manzo.

## Obras

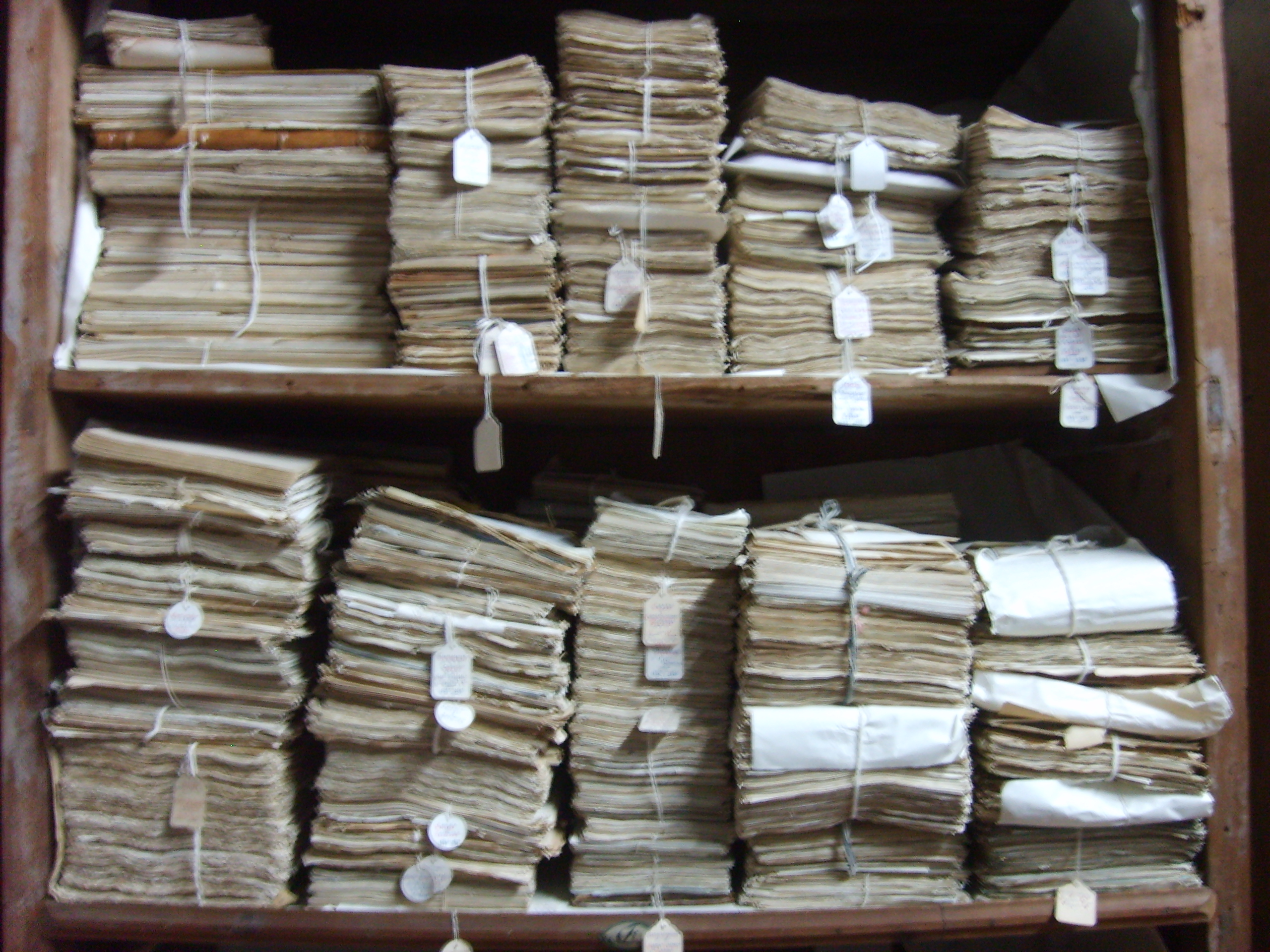
Correspondencia del obispo Vázquez, aún sin clasificar en el archivo de la Catedral de Puebla.

Vázquez llegó a Puebla con la investidura de Obispo el 2 de julio de 1831 comenzando a gobernar su Diócesis. El liberalismo hizo que abandonara su grey pero al regreso fundó un correccional para mujeres y llamó a las Hermanas de la Caridad para que atendiesen los hospitales y auxilió al Hospicio de Pobres. Dejó un rico museo en pinturas con cuadros originales de célebres autores que trajo de Europa. Agregó el tercer nivel de estantería de cedro a la Biblioteca Palafoxiana respetando el estilo original establecido por el obispo Francisco Fabián y Fuero y más tarde se incorporó a ella su biblioteca personal. Escribió Cartas Pastorales y diplomáticas que forman parte importante del Archivo de la Diócesis de Puebla; tradujo la Historia de Clavijero y las Cartas de Voltaire, entre otras obras.

## Fallecimiento
Se dice que lleno de pena y quebranto empeoró su enfermedad por causa de la llegada de las tropas estadounidenses que tomaron Puebla durante la invasión de 1847 muriendo poco después en Cholula el 7 de noviembre. A falta de autoridades los militares norteamericanos emplaron a Vázquez para comunicar sus proclamas al pueblo. Sus restos descansan en la Catedral de Puebla. Sobre su tumba ubicada en el piso de la esquina sur-oriente de la Catedral se lee el epitafio que él mismo escribió: Fieles, rogad a Dios por un pecador.